# フランス・フラン
フランス・フラン（フランス語: Franc français）は、かつてフランス共和国で流通していた法定通貨である。
フランス本土のほか、ニューカレドニア・フランス領ポリネシア・ウォリス・フツナを除く海外領土、およびモナコとアンドラで通用していた。米ドル、ドイツマルク、日本円、イギリスポンドに次ぐ国際通貨のひとつであったが、ユーロの導入により、2002年までに通貨としての役割を終えた。
通貨記号は₣またはFF, あるいは単にFと表記する。ISO 4217のコードはFRF. 補助単位はサンチーム (centime) で、かつてはドゥシーム (decime) も使われていた。
以降、特に断りのないかぎりフランス・フランを単にフランと記す。

## 歴史

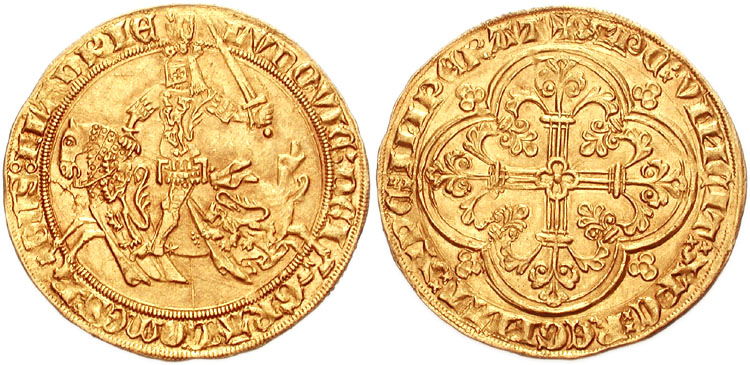
最初のフラン金貨、フランカ・シュヴァル

### 草創期
フランは1360年に当時の国王ジャン2世が作った金貨にその端を発する。「フラン」の名は、ラテン語の Johannes Dei Gratia Francorum Rex（神の恩寵によるフランクの王ジャン）から取られ、その価値は当時の通貨であった「トゥールポンド」 (Livre tournois) と同一（1フラン=1トゥールポンド=20ソル）と定められた。この最初のフランは「フランカ・シュヴァル」(Franc à cheval) と呼ばれる。
のちにシャルル5世、アンリ3世、アンリ4世によって鋳造されることになる。シャルル5世によるものを「フランカ・ピエ」(Franc à pied) と呼ぶ。アンリ3世以降は銀貨となった。
1641年、ルイ13世はフランの発行を止め、新たに銀貨「エキュ」(Écu) と金貨「ルイ・ドール」(Louis d'Or) を作るが、「フラン」の名称はトゥールポンドの別称としてそのまま使われ続けた。当時のフランスでは、国王が定めたエキュの他に、トゥールポンド（リーヴル）やドゥニエなど、様々な貨幣や貨幣単位が混在して流通していた。

### フランス革命後

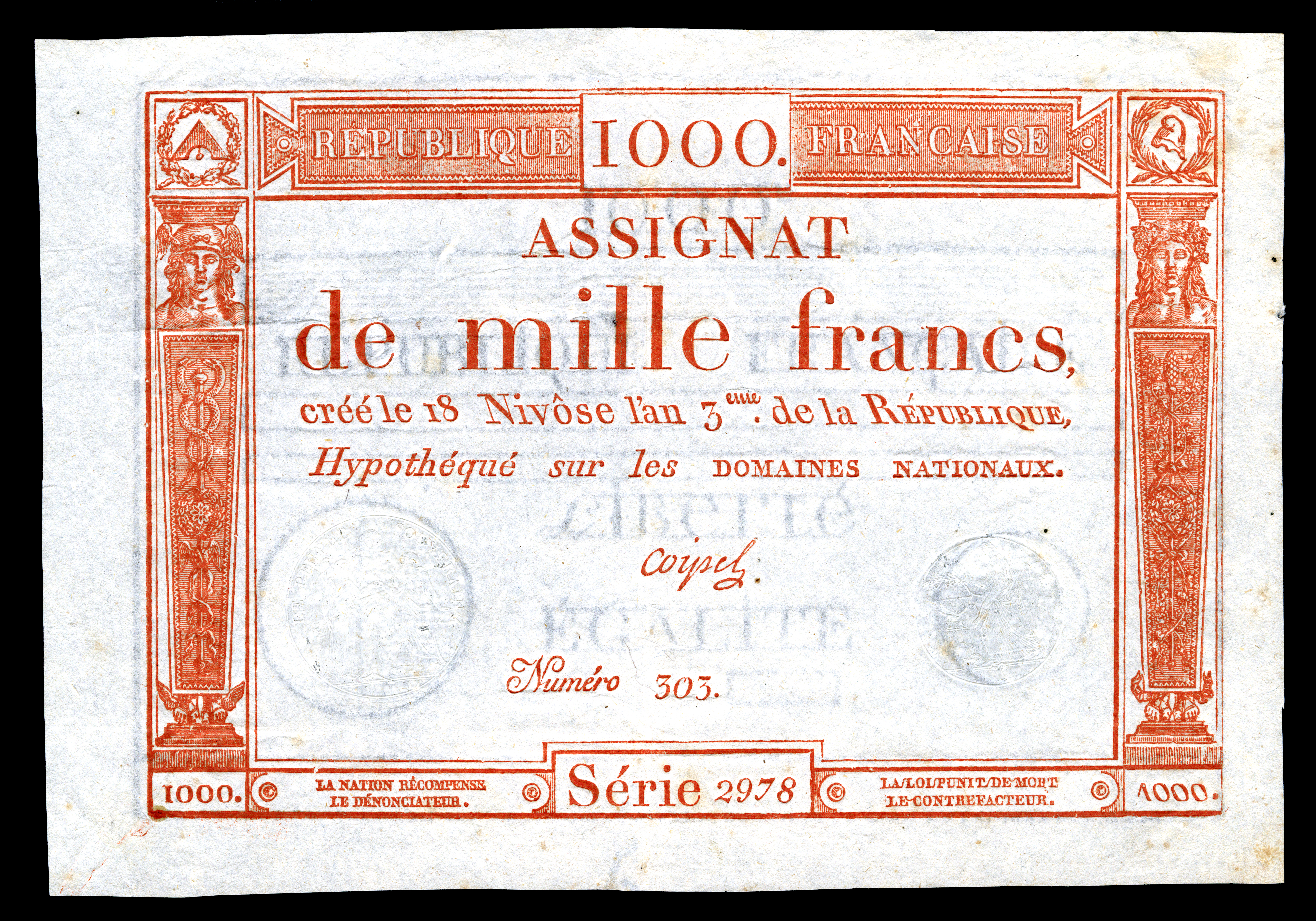
1795年にアッシニアとして発行された1,000フラン紙幣

1795年、国民公会によってフランは十進法（1フラン=10ドゥシーム=100サンチーム）による法定通貨として正式に制定された。この時のフランは4.5 gの銀貨であり、4.505 gのリーヴル貨幣より若干小さかったが、1796年には1フラン=1.0125リーヴル（1リーヴル3ドゥニエ）になった。
1803年、フランス革命暦の月の名にちなんだ金貨「フラン・ジェルミナル（Franc germinal）」が発行される。この貨幣は9/31 g (290.32 mg) の純金であった。これ以降、金貨と銀貨を基準にし、相互に交換可能な貨幣制度（金銀複本位制）が確立する。この制度は、1864年に5フラン貨幣以外のすべての銀貨において、銀の含有率が90%から83.5%に落とされるまで続いた。
王政復古の時期も、フランは変わらず通貨として使われた。
フランスは1865年成立のラテン通貨同盟 (Latin Monetary Union, LMU) の創立メンバーとなり、LMUにおいてはフラン・ジェルミナルが基準の貨幣となった。1873年、LMUは1フラン（金フラン）=金9/31 gとする完全金本位制に移行している。

### 大戦期
第一次世界大戦の勃発によって、フランスはLMUの金本位制を捨てることになった。戦費、インフレや戦後復興のための大量の紙幣発行によって、フランの価値は大幅に目減りし、その購買力は1915年から1920年にかけて70%に、1922年からは1926年にかけてはさらに43%にまで下落した。終戦後、フランスは1928年に金本位制に戻るものの、1936年に再び離脱して以降はまたもフランの下落が続いた。1959年時点でのフランの価値は、1934年の数字の1/40にも満たない有様だった。
第二次世界大戦でフランスがドイツの占領下にあった時期は、フランはライヒスマルクの衛星通貨として扱われていた。「自由、平等、博愛」(Liberté, Égalité, Fraternité) の文字の入った硬貨は、「労働、家族、祖国」(Travail, Famille, Patrie) と記されヴィシー政権の紋章が入ったものと交換された。解放後、アメリカは「米国占領フラン」(US occupation franc) を使用しようとしたが、これはシャルル・ド・ゴールによって止められている。
第二次大戦後、ブレトン・ウッズ協定のもとでフランは数回切り下げをしている。1945年の段階で480フラン=1ポンド（119.1フラン=1ドル）であったのが、1949年には980フラン=1ポンド（350フラン=1ドル）、1957年には1382.3フラン=1ポンド（493.7フラン=1ドル）まで下げられた。

### 新フラン
1960年1月、フランは1/100のデノミネーションを実施。それまでの1フラン・2フラン硬貨はサンチームとして、100フランが「新フラン」(nouveau franc) として使われることになった。この頭文字「NF」は、その後一部の紙幣に使われている。インフレはなおも続いていたが、他の国に比べて進行のペースは緩やかになった。その後、1968年にもう1回切り下げが行なわれたのを最後に、ブレトン・ウッズ協定は変動相場制へ移行した。しかしながら、1999年1月1日にユーロが導入された時のフランは、1960年と比べて1/8未満の価値にまで落ち込んでいた。
旧フランは徐々に置き換えられ、利用ができなくなっていった。フランがユーロへ移行した時点では、古いフラン貨幣はいずれも無効となっていた。一方、新フランへの切り替え後、フランスの人々の間では、大きな金額のことを「古いフラン」(anciens francs) と呼びならわす習慣が残った。例えば宝くじの広告では、旧フランでの数字と同じとなるサンチームで当選金額が表記されるということがしばしばあった。この習慣は2002年にユーロが完全にフラン貨幣に取って代わるまで続いていた。また作家のピーター・メイルは、プロヴァンス地方では旧フランの額で金銭を数える人たちが1990年代まで残っていたと報告している。

### ユーロとの交代
1992年締結のマーストリヒト条約により、フランスにおいて欧州連合の単一通貨ユーロの導入およびフランの廃止が決定。1999年1月1日より、対ユーロのレートが1ユーロ=6.55957フランと設定され、現金以外での取引にユーロが導入された。これに続き、2002年1月1日からユーロの紙幣・硬貨の流通およびフランとの交換が開始され、同年2月17日をもって、通貨としてのフランはその歴史に幕を下ろした。

## 発行された貨幣

### 硬貨

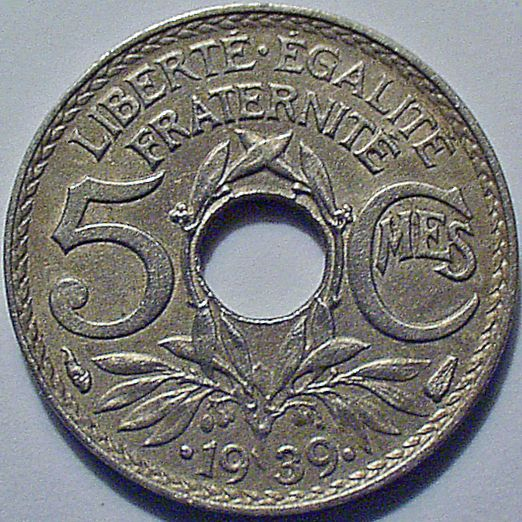
穴開きの5サンチーム硬貨、1939年

最初のフラン硬貨は1サンチーム・5サンチーム・1ドゥシーム・2ドゥシーム（以上銅貨）、1/4フラン・1/2フラン・1フラン・2フラン・5フラン（以上銀貨）、20フラン・40フラン（以上金貨）が発行されていた。ただし、1801年から1848年の期間、銅貨は発行されず、1/4フランが最小価値の硬貨であった。この時期は、フラン以前に流通していた銅貨が、1スー=5サンチームとして通用していた。
1848年には青銅貨が作られはじめ、1853年からは1サンチーム・2サンチーム・5サンチーム・10サンチームの硬貨が発行されるようになった。この時1/4フラン硬貨はなくなり、代わりに1849年から1868年までは20サンチーム銀貨が発行されていた。さらに金貨にも変化があり、40フラン硬貨が消えて、5フラン・10フラン・50フラン・100フラン硬貨が導入された。5フラン金貨は1869年、5フラン銀貨は1878年を最後に発行が終わった。1903年には25フランニッケル貨が作られるようになった。
第一次大戦の際には硬貨の鋳造にも影響が及んだ。金貨は発行を停止し、5・10・25サンチームは穴開きのニッケル貨、または白銅貨での発行となった。1920年、青銅貨・銀貨の発行が終了し、アルミ・青銅合金の50サンチーム・1フラン・2フラン硬貨が登場した。1929年までは、これらの硬貨はフランス商工会議所が発行しており、また同時に各地方の商工会議所でも独自に発行を行なっていた。1929年には、10フラン・20フラン硬貨において銀貨が復活した。
続く第二次大戦でも大きな影響があり、亜鉛を材料にした10サンチーム・20サンチーム硬貨やアルミの50サンチーム・1フラン・2フラン硬貨が作られるようになった。戦後は急激にインフレが進み、1954年までにはサンチーム硬貨がほとんど出回らなくなる一方で、100フランまでの高額面硬貨が見られるようになっていた。
1960年にそれまでの100フランを1フランとする新フランへの切り替えがあり、ステンレス製の1サンチーム・5サンチーム、アルミニウム青銅の10サンチーム・20サンチーム・50サンチーム、ニッケルの1フランと銀の5フラン硬貨が登場した。その後1964年に銀の10フラン硬貨、1966年にはアルミ・青銅の5サンチームとニッケルの1/2フラン硬貨が現れている。1970年にはそれまで銀であった5フラン硬貨がニッケル張り白銅のものと、続いて1974年には、やはり銀の10フラン硬貨がニッケル・黄銅のものと置き換えられた。また、1979年にニッケルの2フラン硬貨、1988年にバイメタルの10フラン、1992年には同じくバイメタルの20フラン硬貨が発行されている。10フラン硬貨は、外周アルミニウム青銅・内側ニッケルの通常のバイメタル貨であるが、20フラン硬貨は、2種類の金属を使用していながら、外側からアルミニウム青銅・ニッケル・アルミニウム青銅という世界でも珍しい3重構造となっている。
この他、ニッケルの10フラン硬貨が1986年に登場したものの、1/2フラン硬貨と間違えられることが多く、デザインに対する不評もあってすぐに姿を消した。銀の50フラン硬貨は1974年から発行されていたが、銀の価格が高騰したため1980年に発行停止となった。ただし、同じく銀の100フラン硬貨は少量ながらユーロ導入まで発行が続いていた。
ユーロが導入されるまで流通していた硬貨は以下の通りである。
- 1サンチーム（≒0.152セント）：ステンレス、ほとんど流通せず
- 5サンチーム（≒0.762セント）：アルミニウム青銅
- 10サンチーム（≒1.52セント）：アルミニウム青銅
- 20サンチーム（≒3.05セント）：アルミニウム青銅
- 1/2フラン（≒7.62セント）：ニッケル
- 1フラン（≒15.24セント）：ニッケル
- 2フラン（≒30.49セント）：ニッケル
- 5フラン（≒76.22セント）：ニッケル張り白銅
- 10フラン（≒1.52ユーロ）：バイメタル（外周アルミニウム青銅・内側ニッケル）
- 20フラン（≒3.05ユーロ）：バイメタル（外周と最も内側がアルミニウム青銅・中間部分がニッケル）
- 100フラン（≒15.24ユーロ）：銀、ほとんど流通せず

これら硬貨とユーロとの両替は、2005年2月17日まで可能であった。

### 紙幣

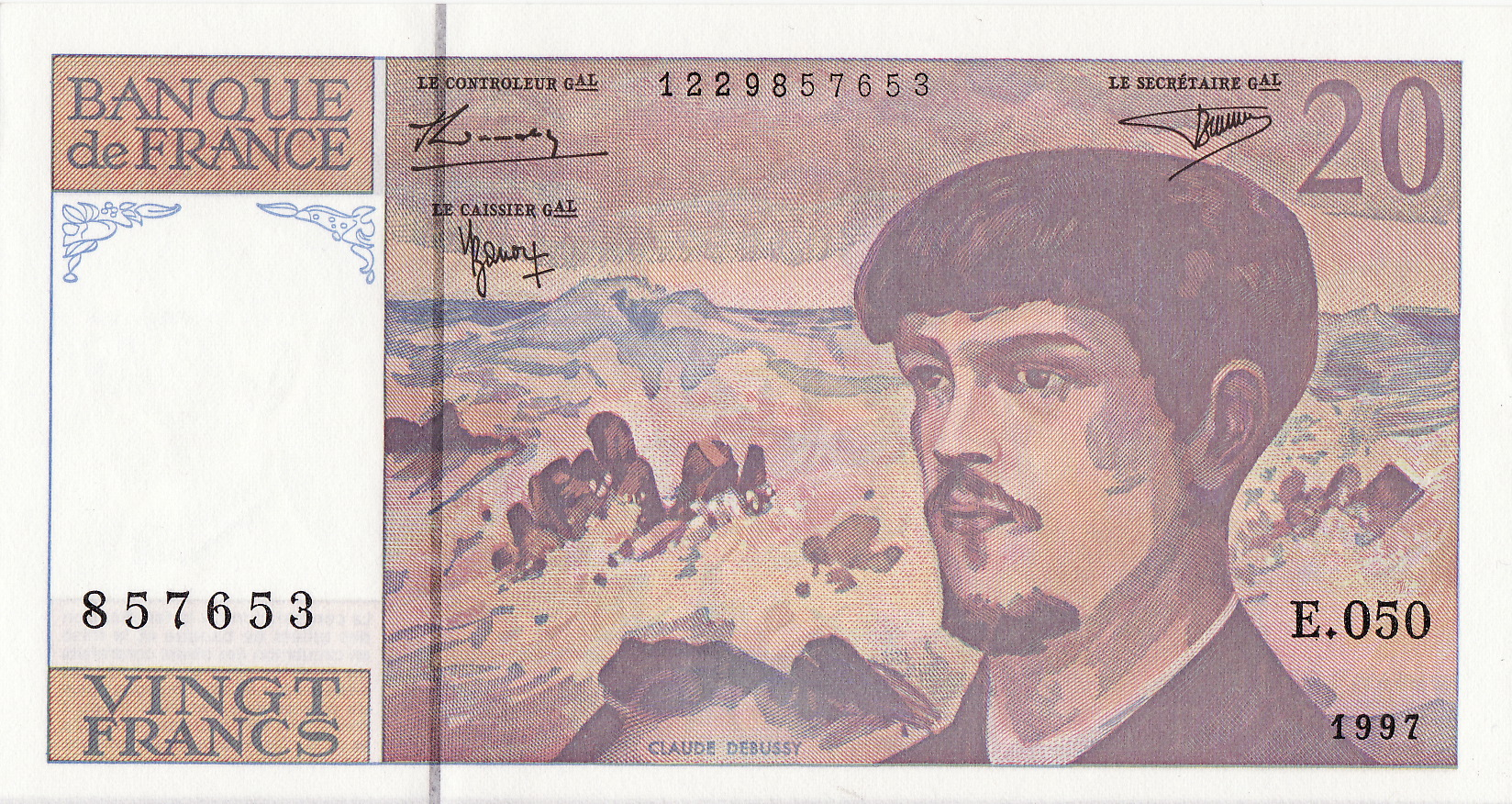
20フラン紙幣(表)、1983年

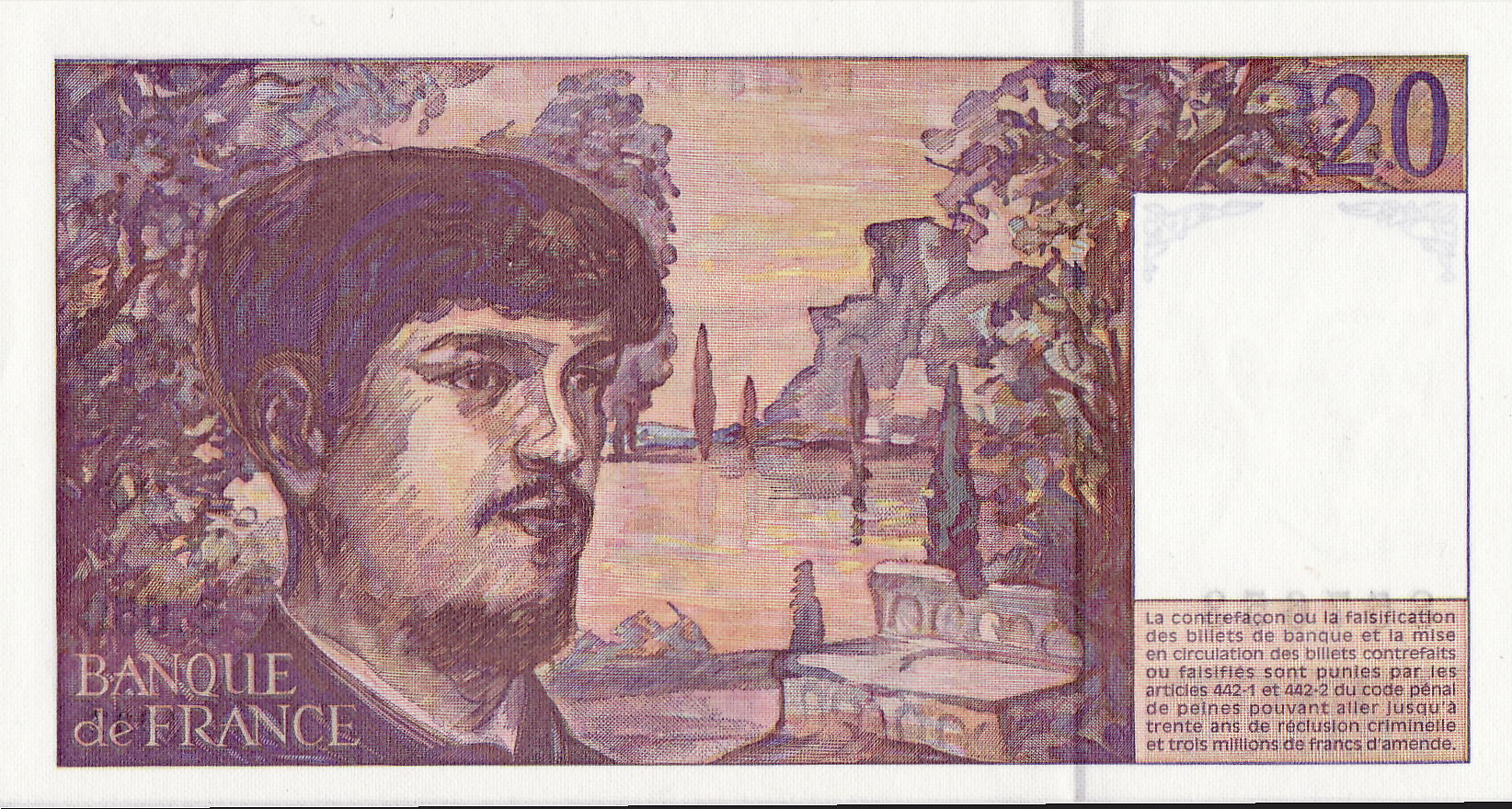
20フラン紙幣(裏)

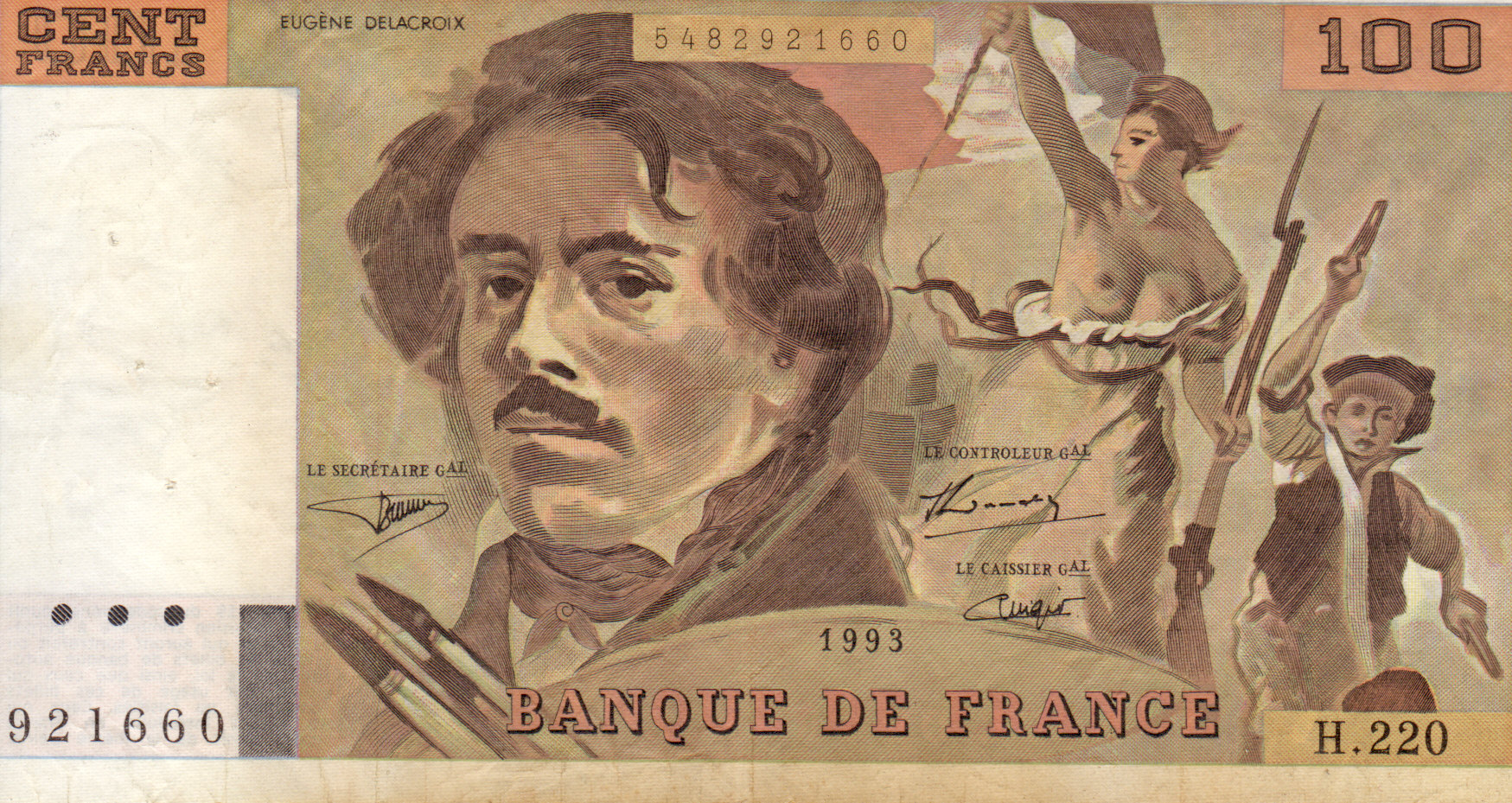
100フラン紙幣の表面。画家ウジェーヌ・ドラクロワの肖像と『民衆を導く自由の女神』、1993年。

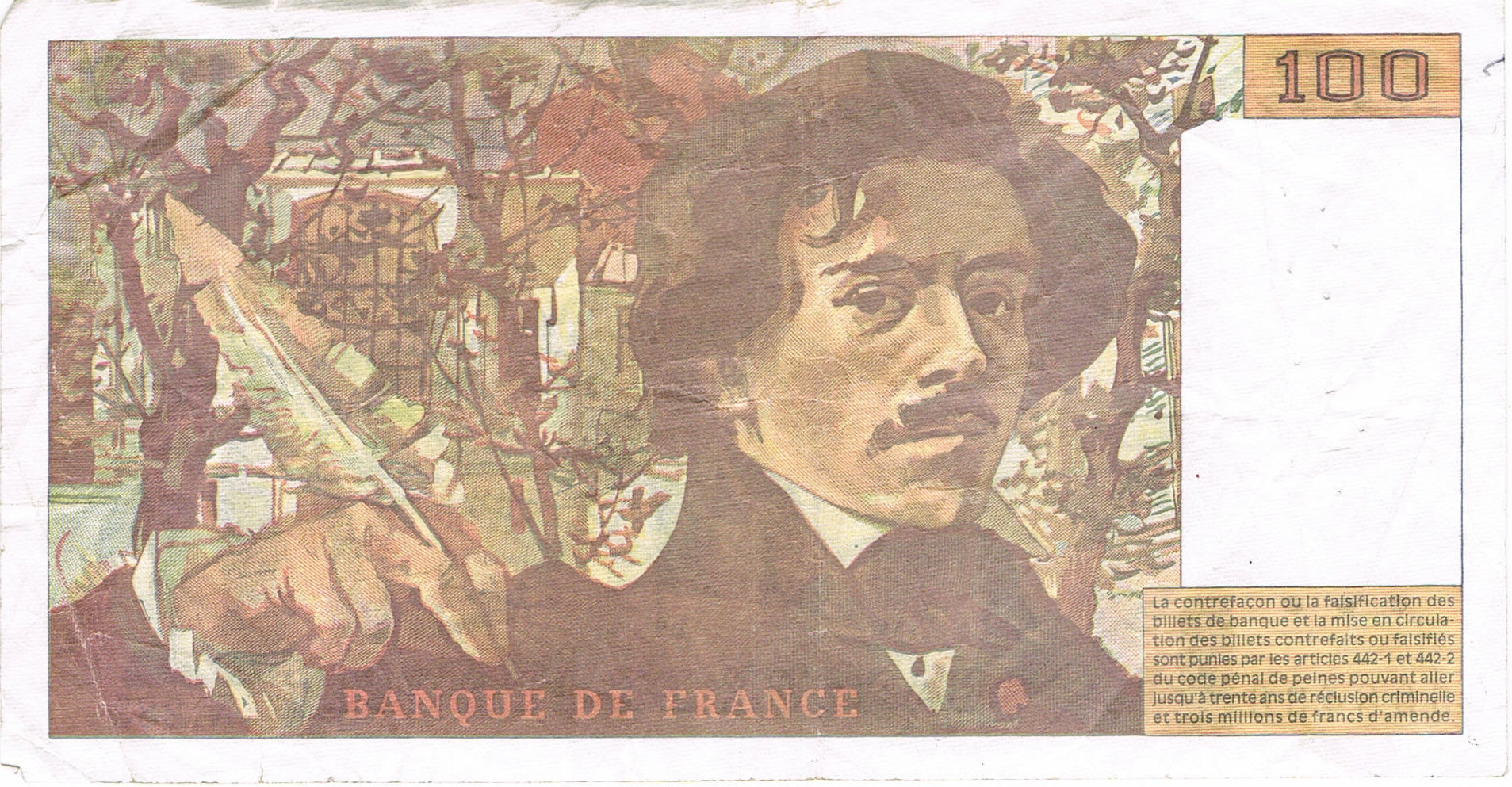
画家ドラクロワの肖像（100フラン紙幣の裏面）。

フランス革命下の18世紀末に、200フランと300フランの紙幣が流通していた記録があるが、1790年一杯で通用が取り止められている。
次に登場したフランの紙幣は1795年にアッシニアとして発行された100フラン・10,000フランである。翌1796年には25フランから50フランのものが、さらに100フランのものも発行された。
1800年、この年に設立されたフランス銀行がフラン紙幣の発行を開始する。この時は500フラン・1,000フランの2種類であった。1840年代に100フラン・200フラン紙幣が追加され、1860年代から1870年代にかけて5フラン・20フラン・50フランが加わるが、200フランは発行されなくなった。
その後、第一次大戦中に10フランと5,000フラン紙幣が登場する。戦後に5フラン硬貨が発行されるようになるが、10フラン紙幣は回収されずに残った。
第二次大戦下の占領から解放された1944年、連合国によって2フランから1,000フランの紙幣が発行された。終戦後には10,000フラン紙幣も登場したが、5フラン・10フラン・20フラン紙幣は硬貨に取って代わられ、1950年代には50フラン・100フランも同様になった。
1960年の新フラン登場の際は、それまで発行されていた500フラン・1,000フラン・5,000フラン・10,000フランの旧紙幣に、新しい額面である5フラン・10フラン・50フラン・100フランの数字を上から印刷したものが間に合わせに作られ、後にデザインは同じままで新しい額面が最初から入った紙幣に切り替えられていった。この時に500フラン紙幣が新たに登場しているが、5フラン紙幣と10フラン紙幣は、それぞれ1970年と1979年に発行を終了した。
ユーロが導入されるまで流通していた紙幣は以下の通りである。
- 20フラン（≒3.05ユーロ）：クロード・ドビュッシー、茶色
- 50フラン（≒7.62ユーロ）：アントワーヌ・ド・サン＝テグジュペリ、青
- 100フラン（≒15.24ユーロ）：ポール・セザンヌ、橙色
- 200フラン（≒30.49ユーロ）：ギュスターヴ・エッフェル、赤
- 500フラン（≒76.22ユーロ）：ピエール・キュリー、マリ・キュリー夫妻、緑色

これらの紙幣は、2012年2月17日まで、フランス銀行などでユーロと両替が可能であった。

## 関係の深いフラン通貨

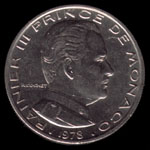
モネガスク・フラン硬貨。レーニエ3世の肖像が入っている

### モネガスク・フラン
モナコではユーロ導入までフランを法定通貨としていたが、モネガスク・フラン (ISO 4217: MCF) と呼ばれる独自通貨がフランと並んで流通しており、1:1の固定為替レートでフランにペッグされていた。ユーロ導入時に発行されていたのは硬貨のみであったが、かつて1920年・1921年には紙幣が発行されたことがある。なお、フラン硬貨と同様に、ユーロに両替可能な期間はすでに終了している。

### アンドラ・フラン
アンドラは独自の通貨を持たず、ユーロ導入まではフランとスペイン・ペセタが国内で通用していたが、外国為替市場の上ではアンドラ・フラン（フランス語：franc andorran, 英語：Andorran franc, 通貨コード（非公式）: ADF）という単位が存在していた。モネガスク・フランと同じく対フランで1:1のペッグ制であり、ユーロとの両替レートもフランと同一であった。当時のアンドラには憲法がなかった関係でフランスと公式には通貨同盟を結んでいなかったため、モナコと違い独自にフラン貨幣を発行したことはない。

### CFPフラン
フランスの海外領土のうち、ニューカレドニア、フランス領ポリネシア、ウォリス・フツナの3地域では1945年よりCFPフランが使用されている。

## 記号の符号位置
| 記号 | Unicode | JIS X 0213 | 文字参照         | 名称                 |
| ---- | ------- | ---------- | ---------------- | -------------------- |
| ₣    | U+20A3  | -          | &#x20A3; &#8355; | フランス・フラン記号 |